# Gheorghe Moldoveanu (canotor)
Gheorghe Moldoveanu (n. 15 decembrie 1945, Însurăței, România) este un canotor român. A concurat în proba masculină de dublu rame cu cârmaci⁠(d) la Jocurile Olimpice de vară din 1968, terminând pe locul 9.
A fost component al clubului sportiv Dinamo București al Ministerului Afacerilor Interne, dar a fost angajat civil și nu a deținut grad militar.

## Distincții
- Ordinul Muncii clasa a III-a (8 mai 1968) „pentru contribuția deosebită adusă la dezvoltarea mișcării de cultură fizică și sport și pentru merite deosebite în activitatea sportivă de performanță, cu prilejul împlinirii a 20 de ani de la înființarea Clubului sportiv «Dinamo»-București al Ministerului Afacerilor Interne”[6]